# Mālikiten

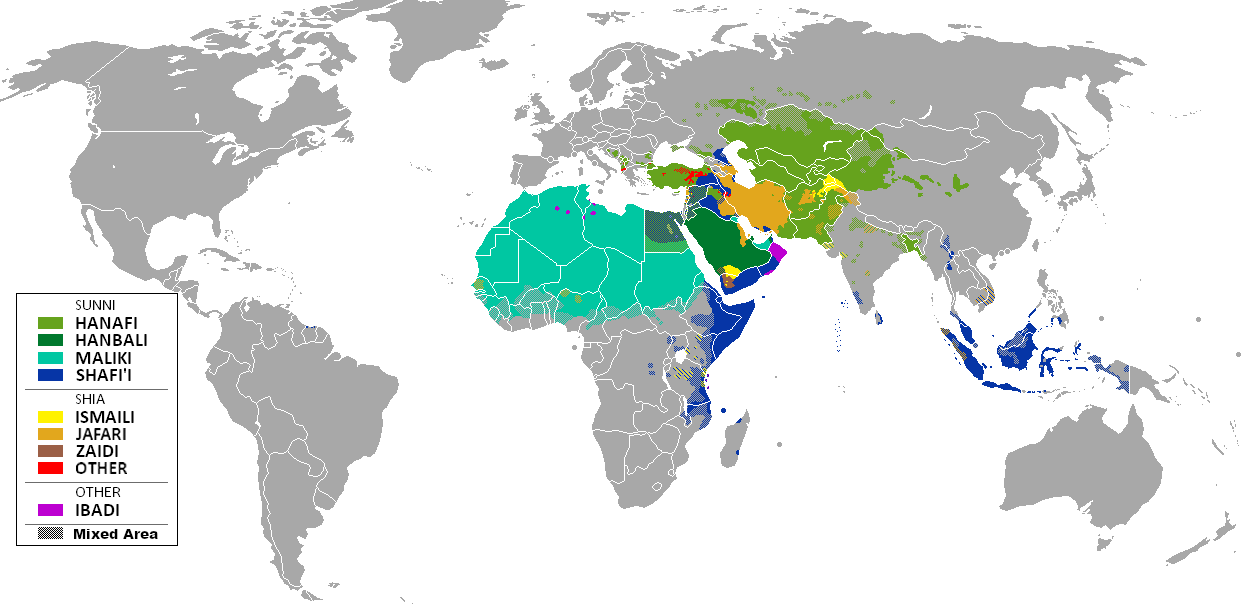
Regionen, in denen Mālikiten die Mehrheit stellen

Die Mālikiten, arabisch المالكية, DMG al-mālikiyya oder المالكيون al-mālikiyyūn, sind eine der vier traditionellen Rechtsschulen (Madhahib) des sunnitischen Islams. Die mālikitische Rechtsschule geht zurück auf Mālik ibn Anas ibn Mālik al-Aṣbaḥī (geboren um 711 (zwischen 708 und 715); gestorben 795). Sein Hauptwerk, der Muwaṭṭaʾ, ist die Grundlage der Rechtsschule, in dem aber das juristische Denken noch nicht zur Rechtswissenschaft wurde; dies sollte seinem Schüler und ebenfalls madhhab-Gründer Muḥammad ibn Idrīs asch-Schāfiʿī vorbehalten sein.

## Die Primärquellen der Rechtsschule
- Die Rechtspraxis von Medina

Neben dem konsequenten Rückgriff Māliks auf das in Medina bekannte Traditionsmaterial basiert das Rechtsdenken der frühen Mālikiten auf der „medinensischen“ Rechtspraxis, die allerdings nicht unbedingt mit dem überlieferten Hadith-Material im Einklang stand. Somit bieten die Mālikiten eine systematische Darstellung des islamischen Ritus und Gesetzes auf der Grundlage der in Medina allgemein anerkannten Sunna, hier jedoch als die „Sunna der Medinenser“ (sunnat ahl al-Madīna) oft ohne erkennbaren Bezug zur Sunna des Propheten Mohammed. Die stets beobachtete Rechtsunsicherheit im Madhhab wird durch den Konsensus der Gelehrten (idschma) nur teilweise aufgehoben.
- Koran und Hadith

Der Hadith – neben dem Koran – ist somit weder für Malik Ibn Anas noch für seine Nachfolger die höchste Autorität der Rechtsprechung; seine Neigung zur selbständigen Rechtsansicht (Ra'y) ist in seiner Schule unumstritten. Dennoch setzte Malik mit seinem al-Muwaṭṭaʾ in der schriftlich überlieferten Gesetzesliteratur des 8. Jahrhunderts neue Maßstäbe; denn er ist stets bestrebt, zwischen überlieferter Rechtspraxis und dem bekannten Hadithmaterial vermittelnd einzutreten und letzterem so weit wie möglich Gültigkeit zu verschaffen, Ra'y mit Hadith bzw. der medinensischen Rechtspraxis zu harmonisieren. Diese Struktur seines genannten Rechtswerkes war der Grund, Mālik in der islamischen Traditionsgeschichte als Vertreter der ashāb al-hadīth, der Anhänger des Hadith, zu nennen, obwohl seine Rechtsschule auch in den Folgegenerationen der selbstständigen Rechtsansicht im Gesetz und in der Praxis der Religionsausübung mehr Bedeutung beimisst als dem Hadith.

## Die Entwicklung und Verbreitung der Rechtsschule
Die Konsolidierung der Rechtsschule von Medina erfolgt allerdings erst durch das Wirken der Schüler Māliks, die als Überlieferer und Rezensenten seines Werkes über Ägypten und Nordafrika bis nach al-Andalus zur Verbreitung der mālikitischen / medinensischen Lehre und zu ihrer Erweiterung beitrugen. Im islamischen Osten erzielte die Rechtsschule nicht den gleichen Erfolg wie im Westen, weil hier die Hanafiten stärker waren, doch wirkten im Irak bedeutende malikitische Gelehrte wie Ismāʿīl ibn Isḥāq al-Ǧahḍamī (st. 895), „Haupt der Mālikiten in Bagdad“, dessen Aḥkām al-Qurʾān die koranischen Rechtsvorschriften nach den Lehren der Rechtschule erläutert, der ebenfalls in Bagdad wirkende al-Abharī (st.985), der Verfasser der umfangreichen Erläuterung (Šarḥ) des Rechtskompendiums des ägyptischen Gelehrten Ibn ʿAbd al-Ḥakam (st. 882), ferner al-Bāqillānī (st. 1013) und der Qadi ʿAbd al-Wahhāb ibn Naṣr al-Baghdādī (st. 1031), Autor des Kitāb at-Talqīn, eines mehrfach kommentierten Werks zum mālikitischen Recht.
Die weitere Entwicklung der Mālikiten haben vor allem ägyptische (Fustāt) und nordafrikanische (Qairawān) Gelehrtenkreise mitgeprägt; ihre klassischen Vertreter im 9. und 10. Jahrhundert haben hier und nicht mehr am Ursprungsort der Schule in Medina gewirkt.
Die Schriften des Qairawāner Gelehrten Sahnūn ibn Saʿīd († 854), zusammengefasst unter dem Titel al-Mudawwana, sind über Jahrhunderte das am häufigsten benutzte und kommentierte Handbuch der Mālikiten gewesen, in dem durch ägyptische Vermittlung die Lehrmeinungen Māliks über alle Bereiche des islamischen Gesetzes nach Kapiteln angeordnet und mit Ergänzungen seiner Schüler dargelegt sind. Im Vergleich zum zweibändigen Muwaṭṭaʾ Māliks erfuhr hier die mālikitische Rechtslehre ihre wesentliche inhaltliche Erweiterung; Sahnūns Werk umfasst in der ersten Druckausgabe sechzehn Bände.
Ungefähr um dieselbe Zeit entstand ein weiteres mālikitisches Rechtswerk andalusischer Provenienz: „Die klare Darstellung der Sunna und Jurisprudenz“ al-Wadih fi-s-sunan wal-fiqh / الواضح في السنن والفقه / al-Wāḍiḥ fī s-sunan wal-fiqh – kurz auch al-Wadiha / الواضحة / al-Wāḍiḥa genannt – des Córdobeser Gelehrten ʿAbd al-Malik ibn Habīb, in der er, ebenfalls alle Bereiche des religiösen Gesetzes erfassend, die Sunna – sowohl die rechtsrelevante Prophetensunna als auch die Sunna von Medina – eingehend erörterte. Ein Teil des Werkes, in dem die rituelle Reinheit abgehandelt wird, ist 1994 erschienen.
Es ist dem berühmten Kairouaner Gelehrten Ibn Abī Zaid al-Qairawānī aus dem späten 10. Jahrhundert zu verdanken, dass die Werke von ʿAbd al-Malik Ibn Habīb und seiner Zeitgenossen aus dem Ägypten und Andalusien des 9. Jahrhunderts nicht vollständig verlorengegangen sind. Denn er hat in seinem monumentalen Rechtskompendium die damals bekannten Schriften der Mālikiten ausgewertet, aus ihnen sogar wörtlich oder paraphrasiert zitiert. Er versah sein Werk mit dem inhaltsreichen Titel an-Nawādir wal-ziyādāt ʿalā mā fī l-Mudauwana min ġairi-hā min al-ummahāt („Seltsames und Ergänzungen zur Mudauwana aus anderen Grundwerken (der Rechtsschule)“). Der Verfasser war bestrebt, die einzelnen Rechtsfragen in allen Bereichen des islamischen Gesetzes und der Ritualpraxis durch Exzerpte aus den damals bekannten Schriften der Rechtsschule darzustellen. Dabei kommen auch kontroverse Lehrmeinungen (Ichtilāf) innerhalb der Rechtsschule von Medina über Ägypten, Nordafrika und al-Andalus zur Sprache. Die vollständig erhaltene – etwas spät hergestellte – Handschrift umfasst neunzehn Bände und hat pro Band rund vierhundert Seiten. Die ältesten Abschriften sind, wenn auch nur fragmentarisch vorliegend, noch zu Lebzeiten des Verfassers hergestellt worden. Die Druckausgabe umfasst fünfzehn Bände.
Die mālikitische Rechtsschule verbreitete sich vom Kernland des Islams aus zunächst in Ägypten, in Ifrīqiya (Nordafrika), im Maghreb, von dort aus im islamischen Spanien, und im gesamten muslimischen Westafrika, ferner im Sudan, sowie in Kuwait und Bahrain.